# Basilique Santa Maria Assunta de Gênes
Pour les articles homonymes, voir Basilique Santa Maria Assunta.
La basilique Santa Maria Assunta située sur la colline de Carignano est un des plus grands exemples d'architecture de la Renaissance de la ville de Gênes. Église de la famille Sauli, elle devint ensuite abbaye, collégiale, basilique et siège paroissial du Vicariat de Carignano-Foce de l'archidiocèse de Gênes.

## Historique
Elle fut commandée à l'architecte Galeazzo Alessi conformément aux volontés d'un patricien génois, Bandinello Sauli, exprimées dans son testament du 17 octobre 1481. Presque soixante-dix ans plus tard, le 7 septembre 1549, l'architecte Alessi signa avec la famille Sauli le contrat pour le projet de bâtiment. La pose de la première pierre eut lieu le 10 mars 1552.
Le dôme ne fut terminé qu'en 1603 alors même que l'érection en collégiale et en abbaye avait déjà été actée le 13 juin 1583 par le pape Gregoire XIII. Il se passa encore presque quatre-vingt-dix ans avant que le pape Alexandre VIII n'accorde à l'abbé le privilège de célébrations pontificales, le 27 août 1690. Les travaux pour sa réalisation se prolongèrent pendant environ deux siècles et furent complétés par des maîtres locaux, avec une révision totale de la façade achevée au XIXe siècle par l'architecte Carlo Barabino.
Comme église paroissiale du centre de Gênes, la basilique de Carignano a accueilli d'importantes manifestations ecclésiastiques. Du parvis, restauré récemment, les Génois ont souvent salué les morts célèbres. Notamment lors des années de plomb pour les nombreuses victimes du terrorisme et plus récemment, en janvier 1999, lors des obsèques de Fabrizio De André, quand une multitude de gens se réunit devant la basilique pour saluer l'artiste.